# Cannon Street Station
Cannon Street Station, også kendt som London Cannon Street eller simpelthen Cannon Street, er en endestation i det centrale London og en London Underground-station på Cannon Street i City of London. Den er bygget på stedet, hvor Hanseforbundets handelsbase i England, Steelyard, lå.
Den er beliggende i takstzone 1 og er en af 18 jernbanestationer i Storbritannien, der bestyres af Network Rail.

## Beliggenhed
Cannon Street er en endestation, hvor indkørslen foregår over Themsen på Cannon Street Railway Bridge og har indgange på Cannon Street og Dowgate Hill. Indkørslen for tog sker i en trekantsforbindelse med både London Bridge og Charing Cross. Der var oprindeligt 8 perronspor, men ved en renovering i slutningen af 1990'erne blev det oprindelige spor 1 fjernet.
London buslinjer 15, 17, 344, 521, natlinjer N15 og N47 betjener stationen.

## Historie

### Oprindelig konstruktion
Den oprindelige stationsbygning, der blev åbnet af South Eastern Railway den 1. september 1866, var tegnet af Sir John Hawkshaw og J.W. Barry og havde to karakteristiske tårne, der havde et areal på 7 m2 og var 41 m høje, der vendte ud imod Themsen. Tårnene understøttede en 210 m lang banegårdshal i jern, men en enkelt høj, nærmest halvrund, bue i glas og jern. Hertil blev der i 1867 tilført et hotel og en forplads, tegnet af E.M. Barry, der ligeledes indeholdte stationens passagerfaciliteter så vel som en imponerende arkitektonisk frontispice mod gade. Denne opsætning var meget lignende en tilsvarende på Charing Cross. Stationen bæres på en murstensviadukt over Upper Thames Street. Under denne viadukt er der rester af en række romerske bygninger, der danner et forhistorisk monument. Barrys femetagers City Terminus Hotel gennemgik to navneskifter: først til Cannon Street Hotel og senere, som en kontorblok, til Southern House.

### Krigsårene
Fra 5. til 28. juni 1926 foretog Southern Railway forskellige arbejder, heriblandt ombygning af perronerne, omlægning af sporene og installering af et nyt elektrisk signalsystem. Stationen blev også renoveret og glastaget renset. Sporantallet blev reduceret fra ni til otte, hvor fem blev reserveret til de nye elektriske tog. Signaltårnet, der var så bred som jernbanebroen, blev fjernet.
Stationen var blevet dårligt vedligeholdt frem til 2. verdenskrig, hvorunder den fik store bombeskader og blev ramt af gentagne brandbomber, der ødelagde taget. Spor 8 blev også ramt af en stor eksplosion. Det oprindelige glastag var blevet fjernet før krigen i et forsøg på at redde det. Desværre blev fabrikken, hvori taget blev opbevaret, ligeledes bombet, hvorved taget blev ødelagt.

### Sanering
Sammentræffet mellem stationens gode beliggenhed, ejendomsboomet i 1950'erne og British Rails behov for at finde alternative indkomsterne, gjorde det krigsskadede Cannon Street til primært mål for bygherrer.
Der blev luftet forskellige planer for ombygningen af Cannon Street Station, lige fra anlæg af en ny billethal og forhal under Southern House i 1955, som del af British Rails moderniseringsplan, til anlæg af en parkeringsplads og endda en helikopterlandingsplads. I 1962 indgik British Transport Commission en aftale med Town & Country Properties for opførelsen af en mange-etagers kontorbygning over stationen på i alt 14.300 m2. Prisen for saneringen var £2,35 millioner og var planlagt at være færdig i juni 1965.
I forberedelsen for saneringen blev resterne af det engang så storslående banegårdshalstag nedrevet i 1958, og Barrys hotel (der var blevet benyttet som kontorer siden 1931) fulgte efter i 1960. Arkitekten, der blev udvalgt til at tegne den nye bygning, var John Poulson, der var en god ven med Graham Tunbridge, der havde overlevet krigen som British Rail-ansat, hvor de havde mødtes. Poulson udnyttede dette venskab for at vinde kontrakter til sanering af forskellige British Rail-terminaler. Han betalte Tunbridge et ugentligt beløb på £25 og modtog i retur byggekontrakter, heriblandt ombygningen af Waterloo og East Croydon. Ved sin rettergang i 1974 indrømmede han, at han kort før modtagelsen af byggekontrakten for Cannon Street havde givet Tunbridge en check på £200 og et jakkesæt til en værdi af £80. Poulson blev senere fundet skyldig i korruption og blev tildelt en 7 års sideløbende straf. Tunbridge fik en 15-måneders betinget straf og en bøde på £4.000 for sin rolle i affæren.
Alt, der nu resterer af den oprindelige stationsarkitektur er de to 37 m høj tvillingetårne i røde mursten og dele af de lave flankerende vægge.

### Moderne tid
I 1974 lukkede stationen i fem uger fra 2. august til 9. september for at muliggøre ændringer til sporet og for at indkørslen til London Bridge kunne få nye signaler. Trafikken blev omledt til London Bridge, Charing Cross og Blackfriars. Den 4. marts 1976 eksploderede en bombe fra Provisional Irish Republican Army på omkring 4,5 kg på et tomt pendlertog på vej ud af Cannon Street. 8 personer blev beskadiget på et andet tog, der kørte ved siden af. Havde bomben eksploderet 13 minutter tidligere ville den have forårsaget et voldsomt blodbad, da toget kørte pendlere på 7.49-toget fra Sevenoaks.
Den 15. februar 1984 blev det reporteret i The Times at Cannon Street ville lukke. På dette tidspunkt havde stationen været lukket i weekender og aftner, og udgivelsen af British Rails nye køreplan for 1984-1985 viste at den ville miste alle sine direkte forbindelse udenfor myldretiden mod sydøst. Tog fra Sevenoaks, Orpington, Hayes, Dartford, Sidcup, Bexleyheath, Woolwich, Lewisham og Greenwich ville i stedet ende på London Bridge, bortset fra i myldretiderne. Dette blev afvist af British Rail, der pointerede at de havde investeret £10 mio. i et nyt dæk på jernbanebroen, og at passagerer rejsende fra sydøst udenfor myldretiderne primært ville besøge West End og ikke City.
I 1986 blev stationens tvillingetårne, der blev fredet i 1972, renoveret i et projekt til £242.000. Arbejderne afslørede at det østlige tårn stadig indeholder en stor vandtank, der blev benyttet i dampdagene til at opfylde lokomotiverne og drive stationens hydrauliksystemer. Murværket blev repareret og renset og vindfløjene forgyldt for at komplementere kuplen på den nærliggende St Paul's Cathedral. Dette arbejde var et af Railway Heritage Trusts første projekter og sammentraf med en udstilling i stationen i august samme år, der markerede dens 150. jubilæum.
I 1980'erne var der endnu et ejendomsboom og British Rail så endnu engang på kommercielt brug af områderne ved Cannon Street. Luftrettighederne over perronerne mod bagenden af Poulsons kontorer blev solgt til Speyhawk, der valgte Bovis Construction til at bygge en fritstående konstruktion bestående af to kontorblokke på et 6.000 tons ståldæk, anlagt over stationens otte spor og over Cannon Sports Centre, en sportsklub, der åbnede under Cannon Streets buer i 1981. Arbejderne involverede komplekse pæleforanstaltninger, hvoraf 450 trefodede pæle blev boret i en dybde af 30 m under stationen, for at kunne understøtte ståldækket.
Den største kontorblok, "Atrium-bygningen", med 18.000 m2 kontorplads på seks etager er forbundet med den mindre bygning, "River-bygningen", gennem en glasforbindelse opført gennem et centralt atrium i glas. River-bygningen, der har to etager, er bygget på ståldækket og indeholder indenfor stationens to fløje, der var genopført, 8.800 m2 kontorrum. Denne bygning overskrider grænsen mellem de renoverede tvillingetårne, der udgår udviklingens grænse mod floden. Atrium-bygningen blev senere udlejet til Liffe. River-bygningen har en taghave, der blev tegnet, anlagt og stadig vedligeholdt af CC Cousins Ltd. Projektet, der dækker omkring 1 acre, kostede omkring £500.000 og blev anlagt indenfor planlægningsrestriktionerne, der krævede bygningen skulle være lav og flad, således udsynet fra St Pauls til Tower Bridge bevares.
Cannon Street var scene for jernbaneulykke den 8. januar 1991, hvor et tog ramte bufferne. 2 omkom og 248 kom til skade.

### Fremtid
I marts 2007 blev der givet byggetilladelse til at erstatte Poulson-bygningen, med en ny bygning tegnet af Foggo Associates. Den amerikanske bygherre Hines vil lede projektet til £360 mio., der involverer nedrivning af Poulsons kontorblok, samt erstatning af den med en udvikling til blandet brug, med mere end 37.000 m2 kontorplads langs 1.600 m2 med stationsdetailhandel. Saneringen er del af et større fornyelsesprogram gennemført af Network Rail for at modernisere og udfri det kommercielle potentiale i de primære London-terminaler. Både Euston og London Bridge vil også saneres. Network Rails direktør for kommerciel ejendom sagde, at "den færdige station vil blive mindre trængt og mere fremkommelig for passagererne."

## Betjening
Stationen forbinder den sydlige del af City med Syd- og Sydøstlondon via London Bridge Station. Nogle tog kører direkte indtil Cannon Street fra Kent og East Sussex, men kun i myldretiderne. Enkelte gange, når der er sporarbejde i weekenderne, fungerer stationen som mellemliggende station mellem London Bridge og Charing Cross. I så fald enten vender tog på stationen eller togpassagerer skifter tog her. Stationen er lukket om søndagen, bortset fra når sporarbejde lukker Charing Cross Station, hvor togene omledes til Cannon Street i stedet.
Det typiske betjeningsmønster udenfor myldretiderne fra stationen er:
- 2 tog i timen – Hayes via Lewisham
- 2 tog i timen – Orpington via Grove Park
- 2 tog i timen – Dartford via Greenwich og Woolwich Arsenal
- 2 tog i timen – Loop-forbindelse via Greenwich og Woolwich Arsenal til Slade Green og herfra retur via Sidcup
- 2 tog i timen – Loop-forbindelse via Greenwich og Woolwich Arsenal til Slade Green og herfra retur via Barnehurst og Bexleyheath
- 2 tog i timen – Loop-forbindelse via Bexleyheath til Barnehurst, og herfra retur via Woolwich Arsenal og Greenwich
- 2 tog i timen – Loop-forbindelse via Sidcup til Crayford, og herfra retur via Woolwich Arsenal og Greenwich

| Foregående station |  | National Rail                        |  | Efterfølgende station |
| ------------------ |  | ------------------------------------ |  | --------------------- |
| Endestation        |  | Southeastern South Eastern Main Line |  | London Bridge         |

## London Underground
London Underground-stationen er i afgravning, placeret lige under fjerntogsstationen. Den betjenes af District og Circle lines. Indgangene er beliggende på Cannon Street, Dowgate Hill og i fjerntogsforhallen ovenover på fjerntogsstation, hvilket skaber skiftemulighed for pendlere. En station her var del af den aldrig byggede fase to-forlængelse af Fleet Line.
Underground-stationen er åben mandag til fredag indtil 20:58 hver dag, og er nogle gange lukke i andre perioder. Stationens driftstatus bliver oplyst på perronen på Mansion House. Indtil medio 2012 er stationen lukket på lørdage og søndage. Alternativt kan passagerer gå til Mansion House (3 minutter), der er stationen efter Cannon Street, eller til Bank (4 minutter), for Northern, Central og Waterloo & City lines og Docklands Light Railway.

### Historie
I 1876 havde Metropolitan Railway (MR) og Metropolitan District Railway (MDR) anlagt hovedparten af "the Inner Circle" (nu Circle line), til henholdsvis Aldgate og Mansion House. Selskaberne strides over færdiggørelsen af ruten, da MDR kæmpede økonomisk og MR var fortvivlet over at færdiggørelsen ville påvirke omsætningen gennem øget konkurrence fra MDR i City-området. Finansmænd fra City ville dog gerne se banen færdiggjort og etablerede Metropolitan Inner Circle Completion Railway i 1874 for at forbinde Mansion House med Aldgate. Tvunget til at handle udkøbte MR selskabet og det og MDR begyndte anlægget af den sidste del af Inner Circle i 1879.
Den 6. oktober 1884 åbnede den sidste del af Inner Circle sammen med Cannon Street Station. Fra begyndelsen blev stationen betjent af tog fra begge selskaber, som del af en cirkulær Inner Circle-betjening, men varierende betjeningsmønstre er blevet benyttet gennem stationens levetid. Inner Circle-togene fik en separat identitet som Circle line i 1949, selvom togene stadig blevet stillet til rådighed af District eller Metropolitan lines.
Stationen blev genopbygget samtidig med fjerntogsstationen ovenover.
| Foregående station                                         |  | London Underground                       |  | Efterfølgende station                    |
| ---------------------------------------------------------- |  | ---------------------------------------- |  | ---------------------------------------- |
| Mansion Housemod Edgware Road (via Victoria)               |  |                                          |  | Monumentmod Hammersmith (via Tower Hill) |
| Mansion Housemod Wimbledon, Richmond eller Ealing Broadway |  |                                          |  | Monumentmod Upminster                    |
|                                                            |  | Afviste planer                           |  |                                          |
| Foregående station                                         |  | London Underground                       |  | Efterfølgende station                    |
| Ludgate Circus mod Stanmore                                |  | Jubilee line Fase 2 (Aldrig færdiggjort) |  | Fenchurch Street Endestation             |